# اینجه‌تارلا (جیحان)
اینجه‌تارلا {{ترکی|İncetarla) (به کردی: Mercîn) یک منطقهٔ مسکونی در ترکیه است که در جیحان واقع شده‌است.